# Wolf Paul
Wolf Paul (* 19. November 1935; † 11. April 2021) war ein deutscher Rechtswissenschaftler.

## Leben
Wolf Paul studierte Rechtswissenschaften bei Werner Maihofer und Arthur Kaufmann und wurde 1972 an der Universität des Saarlandes zum Doktor der Rechte promoviert. Er hatte von 1975 bis 2001 die Professur für Rechtstheorie, Rechtsmethodologie und Rechtsvergleichung an der Johann Wolfgang Goethe-Universität Frankfurt am Main inne. Er war Experte für Lebensmittelrecht in Deutschland und Brasilien.
Er engagierte sich in Lateinamerika für die Rechtswissenschaften, die Rechtsentwicklung sowie die normativen Ordnungen der indigenen Bevölkerung. Er war Honorarprofessor der brasilianischen Universidade Federal do Pará und ab 1994 Professor Honoris Causa der brasilianischen Universidade Federal do Ceará. Er war korrespondierendes Mitglied der Königlichen Akademie der sittlichen und politischen Wissenschaften (Real Academia de Ciencias Morales y Políticas) in Spanien.
Wolf Paul starb im April 2021 im Alter von 85 Jahren.

## Schriften (Auswahl)
- Marxistische Rechtstheorie als Kritik des Rechts. Intention, Aporien und Folgen des Rechtsdenkens von Karl Marx – eine kritische Rekonstruktion. In: Studien und Texte zur Theorie und Methodologie des Rechts, Nr. 16, Athenäum-Verlag, Frankfurt am Main 1974, ISBN 3-7610-2516-5 (Zugleich: Saarbrücken, Univ., Rechts- u. Wirtschaftswiss. Fak., Diss. 1972).
- mit Roberto Santos (Hrsg.): Amazônia. Realität und Recht. Umwelt- und arbeitsrechtliche Fragestellungen. In Belém do Pará. Berlin 1993, ISBN 3-631-46524-6.
- mit Irene Haagen (Hrsg.): Weinrecht. Deutsch-Brasilianisches Symposium in Kloster Eberbach. Beiträge zur XXXV. Jahrestagung der DBJV vom 10. bis 13. November 2016 in Kloster Eberbach (Rheingau). Aachen 2017, ISBN 3-8440-5333-6.
- Brasilianische Rechtswelten – fascinosa et tremenda. Rechts- und kultursoziologische Schriften (1988–2018). Düren 2019, ISBN 3-8440-6758-2.